# HappyPaint
HappyPaint（ハッピーペイント）は、インプレスが発行していた年賀状CD-ROM書籍やweb関連書籍に添付されていた写真編集ソフトウェアである。
開発をおこなったのはPixia開発者の丸岡勇夫であることが各書籍の奥付で確認できる。

## 概要・特徴
書籍の添付ソフトであるが、ペイントソフトとして必要十分な機能を持ち、軽快に動作するため、ファンも多い。

HappyPaintで作品を作るユーザーは、ハッピーペインターと呼ばれる。